# Regeringen Poul Schlüter IV
Regeringen Poul Schlüter IV var Danmarks regering från 18 december 1990 till 25 januari 1993. Regeringen kallades i pressen och i folkmun för KV-regeringen, eftersom den bestod av Konservative Folkeparti och Venstre.
En omfördelning av vissa ministerämbeten skedde efter 19 november 1992, då ekonomi- och skatteminister Anders Fogh Rasmussen avgick på grund av en rapport från en kommissionsdomstol hade kunnat påvisa att han hade använt sig av kreativ bokföring.
Regeringen skulle drabbas av ännu en skandal då domare Mogens Hornslet avlade sin rapport om den s.k. tamilsagen. Statsminister Poul Schlüter fann innehållet så belastande att han meddelade regeringens avgång 14 januari 1993. 
| Ämbete                                     | Minister | Minister               | Parti                   | Period                  |
| ------------------------------------------ | -------- | ---------------------- | ----------------------- | ----------------------- |
| Statsminister                              |          | Poul Schlüter          | Konservative Folkeparti | 10.09.1982 - 25.01.1993 |
| Utrikesminister                            |          | Uffe Ellemann-Jensen   | Venstre                 | 10.09.1982 - 25.01.1993 |
| Finansminister                             |          | Henning Dyremose       | Konservative Folkeparti | 30.10.1989 - 25.01.1993 |
| Ekonomiminister                            |          | Anders Fogh Rasmussen  | Venstre                 | 18.12.1990 - 19.11.1992 |
| Ekonomiminister                            |          | Thor Pedersen          | Venstre                 | 19.11.1992 - 25.01.1993 |
| Skatteminister                             |          | Anders Fogh Rasmussen  | Venstre                 | 10.09.1987 - 19.11.1992 |
| Skatteminister                             |          | Peter Brixtofte        | Venstre                 | 19.11.1992 - 25.01.1993 |
| Försvarsminister                           |          | Knud Enggaard          | Venstre                 | 03.06.1988 - 25.01.1993 |
| Undervisningsminister & Forskningsminister |          | Bertel Haarder         | Venstre                 | 10.09.1982 - 25.01.1993 |
| Justitieminister                           |          | Hans Engell            | Konservative Folkeparti | 05.10.1989 - 25.01.1993 |
| Inrikesminister                            |          | Thor Pedersen          | Venstre                 | 10.09.1987 - 25.01.1993 |
| Jordbruksminister                          |          | Laurits Tørnæs         | Venstre                 | 10.09.1987 - 25.01.1993 |
| Kyrkominister & Kommunikationsminister     |          | Torben Rechendorff     | Konservative Folkeparti | 10.01.1989 - 25.01.1993 |
| Bostadsminister                            |          | Svend Erik Hovmand     | Venstre                 | 18.12.1990 - 25.01.1993 |
| Fiskeriminister                            |          | Kent Kirk              | Konservative Folkeparti | 05.10.1989 - 25.01.1993 |
| Arbetsminister                             |          | Knud Erik Kirkegaard   | Konservative Folkeparti | 30.10.1989 - 25.01.1993 |
| Industriminister & Energiminister          |          | Anne Birgitte Lundholt | Konservative Folkeparti | 02.12.1989 - 25.01.1993 |
| Hälsominister                              |          | Ester Larsen           | Venstre                 | 07.12.1989 - 25.01.1993 |
| Trafikminister                             |          | Kaj Ikast              | Konservative Folkeparti | 18.12.1990 - 25.01.1993 |
| Miljöminister                              |          | Per Stig Møller        | Konservative Folkeparti | 18.12.1990 - 25.01.1993 |
| Socialminister                             |          | Else Winther Andersen  | Venstre                 | 18.12.1990 - 25.01.1993 |
| Kulturminister                             |          | Grethe Rostbøll        | Konservative Folkeparti | 18.12.1990 - 25.01.1993 |
| Minister för nordiskt samarbete            |          | Thor Pedersen          | Venstre                 | 03.06.1988 - 19.11.1992 |
| Minister för nordiskt samarbete            |          | Knud Enggaard          | Venstre                 | 19.11.1992 - 25.01.1993 |